# Giacomo Cattani
Giacomo Cattani, italijanski rimskokatoliški duhovnik, škof in kardinal, * 23. januar 1823, Brisighella, † 14. februar 1887.

## Življenjepis
20. septembra 1845 je prejel duhovniško posvečenje.
16. marca 1868 je bil imenovna za naslovnega nadškofa Ankire; škofovsko posvečenje je prejel 12. julija in 24. julija istega leta je bil imenovan za apostolskega nuncija v Belgiji.
27. aprila 1875 je postal tajnik Zbora Rimske kurije. 20. februarja 1877 je prevzel mesto apostolskega nuncija v Španiji.
19. septembra 1879 je bil povzdignjen v kardinala in imenovan za kardinal-duhovnika S. Balbina ter za nadškofa Ravenne.